# Consejo de Estabilidad Financiera
El Consejo de Estabilidad Financiera, CEF (Financial Stability Board, FSB por sus siglas en inglés), es un organismo internacional que persigue la eficacia y estabilidad del sistema financiero internacional. Se creó tras la Cumbre del G-20 en Londres (abril de 2009) como sucesor del Foro de Estabilidad Financiera (FSF). El Consejo integra a todas las economías importantes del G-20 y tiene su sede en Basilea, Suiza.

## Visión general
El Consejo de Estabilidad Financiera (FSB) representa la primera innovación institucional importante de los dirigentes del G20. El Secretario del Tesoro de Estados Unidos Tim Geithner lo ha descrito gráficamente: "en efecto, se trata del cuarto pilar" de la arquitectura económica global. Al FSB ha sido asignada un número importante de tareas, junto al IMF, Banco Mundial y la Organización Mundial del Comercio (WTO). El presidente del Consejo es el canadiense Mark Carney, Gobernador del Banco de Inglaterra.

## Historia

### Antecedentes
El Consejo de Estabilidad Financiera, antes Foro de Estabilidad Financiera (FSF), es un organismo internacional formado por los ministerios de finanzas, bancos centrales y cuerpos financieros de los países miembros. El FSF fue fundado en 1999 para promover la estabilidad financiera internacional, tras las discusiones entre los ministros de Finanzas y Gobernadores de los Bancos Centrales del G7. El FSF facilitó la discusión, cooperación, supervisión y vigilancia de las instituciones financieras internacionales, mejoró sus relaciones, aceleró sus contactos y transacciones y anticipó futuros acontecimientos o situaciones de estrés del sistema financiero. 
El FSF fue dirigido por una pequeña secretaría ubicada en el Banco de Pagos Internacionales de Basilea (Suiza). El FSF estaba formado por una docena de naciones que participaban a través de sus bancos centrales o ministerios de Finanzas, incluyendo: Estados Unidos, Japón, Alemania, Reino Unido, Francia, Italia, Canadá, Australia, Países Bajos y muchas otras economías de países industrializados, así como varias organizaciones económicas internacionales. En la cumbre del 15 de noviembre de 2008 del G20, se acordó la adhesión al FSF de otras economías emergentes, como China. La Cumbre del G-20 de Londres decidió establecer un nuevo Foro en sustitución del FSF, el Consejo de Estabilidad Financiero (FSB). El FSB incluye a todos los miembros del G20.
El 12 de abril de 2008, el FSF entregó un informe a los ministros de Finanzas del G7 que detallaba sus recomendaciones para realzar y mejorar el sistema financiero internacional, los mercados financieros y sus instituciones. Estas recomendaciones se dividían en cinco áreas, los puntos débiles del sistema financiero:
- Descuido del capital, la liquidez y la administración de riesgos;
- Realce de la transparencia;
- Cambios en la función y usos de los índices de crédito;
- Fortalecimiento de las autoridades responsables; y
- Robustecimiento del sistema que pueda superar las tensiones frecuentes en el sistema financiero.

## Cronología reciente
- 2015 En noviembre el FSB deja al banco español BBVA fuera de la lista de los 30 bancos sistémicos. Lo sustituye el banco chino China Construction Bank.[8]

## Bancos sistémicos
El FSB, junto con el Comité de Basilea, ha desarrollado reglas para reducir el riesgo de impactos negativos de la llamada banca sistémica mediante exigencias adicionales de capital y regímenes de resolución adecuados. El FSB establece cinco tipos de entidades sistémicas, con recargos diferentes según las exigencias de capital fijadas para el conjunto de bancos por la norma llamada Basilea III.
- Recargo del 3,5%: ninguna entidad.
- Recargo del 2,5%: HSBC y JP Morgan Chase.
- Recargo del 2,0%: Barclays, BNP Paribas, Citigroup y Deutsche Bank
- Recargo del 1,5%: Bank of America, Goldman Sachs, Mitsubishi UFJ y Morgan Stanley.
- Recargo del 1,0%: Santander, Banco Agrícola de China, Bank of China, Bank of New York Mellon, China Construction Bank, Banque Populaire Caisses d´épargne, Crédit Agricole, Industrial and Commercial Bank of China, ING Bank, Mizuho FG, Nordea, Société Générale, Royal Bank of Scotland, Standard Chartered, State Street, Sumitomo Mitsui FG, UBS, Unicredit Group y Wells Fargo.

Por países, los 29 bancos sistémicos son:
- Estados Unidos: Bank of America, Bank of New York Mellon, Citigroup, Goldman Sachs, J.P. Morgan, Morgan Stanley, State Street y Wells Fargo.
- Reino Unido: Royal Bank of Scotland PLC, Lloyds Banking Group PLC, Barclays PLC, HSBC Holdings PLC;
- Francia: Credit Agricole SA, BNP Paribas SA, Banque Populaire, Societe Generale SA
- Alemania: Deutsche Bank AG, Commerzbank AG
- Italia: Unicredit Group SA
- Bélgica: Dexia SA
- Países Bajos: ING Groep NV
- España: Banco Santander SA
- Suecia: Nordea AB
- Suiza: UBS AG
- Japón: Mitsubishi UFJ, Mizuho FG, Sumitomo Mitsui FG
- China: Bank of China

## Países miembros
Los países y las organizaciones siguientes son miembros de la FSB:
| - Argentina - Australia - Brasil - Canadá - China - Francia - Alemania - Hong Kong | - India - Indonesia - Italia - Japón - México - Países Bajos - Rusia - Arabia Saudita | - Singapur - Sudáfrica - Corea del Sur - España - Suiza - Turquía - Reino Unido - Estados Unidos |

Organizaciones
- Banco de Pagos Internacionales
- Banco Central Europeo
- Comisión Europea
- Fondo Monetario Internacional
- Organización para la Cooperación y el Desarrollo Económicos
- Banco Mundial

Aparte de membresía directa, el FSB mantiene grupos regionales de consulta ("regional consutlative groups"). Por ejemplo, el grupo regional para las Américas tiene como miembros autoridades de los siguientes países: Argentina, Bahamas, Barbados, Bermuda, Bolivia, Brasil, British Virgin Islands, Canadá, Cayman Islands, Chile, Colombia, Costa Rica, Guatemala, Jamaica, México, Panamá, Paraguay, Perú, Uruguay y Estados Unidos.

## Presidentes de la FSB
- Mario Draghi (2009-2011), presidente del Banco Central Europeo y anterior gobernador del Banco de Italia.
- Mark Carney (2011-2018), gobernador del Banco de Inglaterra y anterior gobernador del Banco de Canadá.
- Randal Quarles (2018-2021), Gobernador y Vicepresidente de Supervisión en Federal Reserve Board of Governors.
- Klaas Knot (2021-actualidad), presidente del Banco de los Países Bajos.